# Electra Heart
Electra Heart je drugi studijski album velške pevačice Marine Diamandis. Izašao je 27. aprila 2012. godine. Traje 46:52 minuta.

## Singlovi:
- 20.7.2012
- 7.12.2012

## Pesme sa Deluxe verzije:
- // 2:31
- // 3:41
- // 3:46
- // 3:22
- // 3:27
- // 3:36
- // 3:46
- // 4:04
- // 4:14
- // 4:13
- // 4:01
- // 6:07
- // 3:47
- // 3:46
- // 3:01
- // 4:47

## Spoljašnje veze
- "Part 1: Fear and Loathing" на веб-сајту
- "Part 2: Radioactive" на веб-сајту
- "Part 3: The Archetypes" на веб-сајту
- "Part 4: Primadonna" на веб-сајту
- "Part 5: Su-Barbie-A" на веб-сајту
- "Part 6: Power & Control" на веб-сајту
- "Part 7: How to Be a Heartbreaker" на веб-сајту
- "Part 8: E.V.O.L." на веб-сајту
- "Part 9: State of Dreaming" на веб-сајту
- "Part 10: Lies" на веб-сајту
- "Part 11: Electra Heart" на веб-сајту